# 810303
810303은 S.E.S.의 멤버 유진이 2005년에 발표한 두 번째 솔로음반이다.

## 곡 목록
1. 폭풍의 언덕
2. windy
3. 미안한건..서러운건..
4. pleeez
5. happy time
6. pandora
7. 늦은 사랑
8. relax
9. remote control
10. my dream
11. 넌 어떠니?
12. 이별이 내게 주는 것
13. windy(remix)
14. 810303(to be continued)